# Жир'є

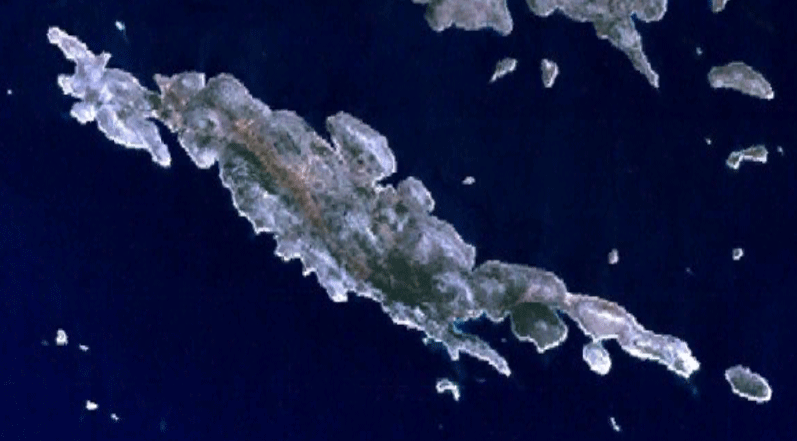
Вид із супутника

Жир'є (хорв. Žirje) — острів в Адріатичному морі у центральній частині узбережжя Хорватії, на північний захід від міста  Шибеник.
Площа острова — 15,06 км ², населення — 124 особи (2001 р.). Найвища точка острова Жірье — 134 м, довжина берегової лінії — 39,2 км. Острів складається з двох вапнякових гряд, частково покритих маквісами, між якими лежить долина з родючим ґрунтом. Жир'є — найбільший з островів Шибеницького архіпелагу і найвіддаленіший з них від берега . На північний схід від Жир'є лежить інший острів цього архіпелагу — Капріє, на північ — острів Муртер, на північний захід — архіпелаг Корнати.
Населення острова за даними перепису населення 2001 становить 124 людини, усі вони живуть в однойменному з островом селищі, що знаходиться у внутрішній частині острова. На узбережжі розташована пристань, пов'язана з Шибеником регулярними поромними рейсами. Єдина дорога на острові з'єднує пристань і селище Жир'є. Жителі зайняті сільським господарством (головні культури — виноград і оливки) і рибальством. На острові існувала візантійська фортеця, побудована в VI столітті. Збереглися залишки оборонних споруд XII і XIII століть.